# 김영식 (1951년)
김영식(金永植, 1951년 ~ , 경남 거제)은 대한민국의 공무원이다. 한국국제대학교 총장. 

## 학력
- 고현중학교 졸업
- 거제고등학교 졸업
- 부산대학교 행정학 학사
- 서울대학교 행정대학원 행정학 석사
- 피츠버그대학교 교육대학원 교육학 박사

## 경력
- 1978 : 제22회 행정고시 합격
- 1981 ~ 1990 : 보건복지부
- 1982 ~ 1990 : 교육과학기술부 사무관
- 1990 : 교육과학기술부 과장
- 강원대학교 과장
- 강릉대학교 과장
- 교육과학기술부 감사관실 과장
- 교육과학기술부 대학행정지원 과장
- ~ 1997 : 교육과학기술부 교육정책 총괄과장
- 1997 : 교육과학기술부 대학교육정책관 국장
- 교육과학기술부 고등교육지원국 국장
- ~ 2003 : 평생직업교육국 국장
- 1997.12 ~ 2000.07 : 부산광역시교육청 부교육감
- 2001.08 ~ 2002.09 : 대전광역시교육청 부교육감
- 2003.04 ~ 2004.07 : 교육과학기술부 기획관리실 실장
- 2004.07 ~ 2006.01 : 교육인적자원부 차관
- 2005.01 ~ 2005.01 : 부총리 겸 교육인적자원부 장관 직무대행
- 2006 ~ 2008 : 교육과학기술부 정책자문위원
- 2006 ~ 2008 : 한국공학교육인증원 이사
- 2006 : 한국간호교육평가원 이사
- 2006 : 한국의학교육평가원 이사
- 2006.05 ~ 2008.06 : 한국대학교육협의회 사무총장
- 2007.02 ~ 2007.12 : 교육과학기술부 HRD-R&D 포럼 위원
- 2011.04 ~ 2013.09 : 한국국제대학교 총장
- 세계미래포럼 이사
- 2014.03 ~ 2016.08 : 백석문화대학교 총장
- 2014.03 ~ 2017.08 : 백석예술대학교 총장
- 2017.12 ~ 2020.12 : 계원예술대학교 이사장(교육)
- 학교법인 계원학원 이사장